# 察雅黄耆
察雅黄耆（学名：Astragalus chagyabensis）为豆科黄芪属的植物。分布于中国大陆的西藏等地，生长于海拔3,600米的地区，多生长于沙地及沟边，目前尚未由人工引种栽培。